# 슈퍼배드 (2010년 영화)
《슈퍼배드》(Despicable Me 디스픽카블 미)는 2010년 7월 9일 미국 유니버설 픽처스가 제작한 애니메이션 영화이다. 일본에서는 괴도 그루의 달 도둑3D(怪盗グルーの月泥棒3D)라는 제목으로 개봉되었다.

## 목소리 출연

### 영어판 성우진
- 스티브 커렐 - 그루 역
- 제이슨 시걸 - 벡터 역
- 미란다 코스글로브 - 마고 역
- 다나 가이어 - 이디스 역
- 엘시 피셔 - 아그네스 역

### 한국어판 성우진
- 이장원 - 그루 / 어린 그루 역
- 태연 - 마고 역
- 서현 - 에디트 역
- 김서영 - 아그네스 역
- 엄상현 - 벡터 역
- 장승길 - 네파리오 역
- 온영삼 - 퍼킨스 역
- 임은정 - 하티 역
- 차명화 - 그루 엄마 역
- 정승욱 - 프레드 역
- 한경화 - 페니 외
- 조현정 - 발레선생님 외
- 윤세웅 - 게임안내원 외
- 곽윤상 - 제리 외
- 박성태 - 케빈 외